# Jan Lorys
Jan Józef Lorys (ur. 10 grudnia 1915 w Lednicy Dolnej, zm. 21 maja 2001 w Londynie) – oficer dyplomowany Wojska Polskiego II RP i Polskich Sił Zbrojnych, w 1990 roku mianowany podpułkownikiem przez władze RP na uchodźstwie, uczestnik kampanii wrześniowej oraz desantu pod Arnhem, działacz emigracyjny, historyk i publicysta.

## Życiorys
Jan Józef Lorys był trzecim z sześciorga dzieci Jana, krakowskiego kolejarza oraz Marii z Małotów, mieszkających we wsi Lednica Dolna (od 1926 roku część Wieliczki). Ukończył Gimnazjum im. Jana Matejki w Wieliczce, egzamin dojrzałości składając w 1933 roku. W latach 1934–1937 uczęszczał do Szkoły Podchorążych Piechoty Rezerwy w Krakowie oraz Szkoły Podchorążych Piechoty w Ostrowie. W stopniu podporucznika otrzymał przydział do 55 pułku piechoty. Wraz z nim wziął udział w walkach we wrześniu 1939 roku, jako dowódca plutonu. Po rozbiciu oddziału przedostał się do Lwowa a następnie przez Rumunię do Francji, gdzie dotarł już w listopadzie 1939 roku. Został instruktorem w Szkole Podchorążych Piechoty w Camp de Coëtquidan. Po upadku Francji został ewakuowany do Wielkiej Brytanii.
Został oficerem 4 Kadrowej Brygady Strzelców a po jej przeformowaniu w październiku 1941 roku 1 Samodzielnej Brygady Spadochronowej. Od 16 września do 9 października 1940 roku był słuchaczem pierwszego kursu strzeleckiego w Inverness Castle koło Fort William. W tym samym czasie otrzymał promocję do stopnia porucznika. Na przełomie 1941 i 1942 roku został czasowo odkomenderowany do Dundee, gdzie pełnił obowiązki instruktora w Szkole Podchorążych Piechoty i Kawalerii Zmotoryzowanej. Od 10 lipca do 18 grudnia 1943 roku był słuchaczem III Kursu Wojennego Wyższej Szkoły Wojennej w Eddleston, w Szkocji. W 1944 roku został awansowany do stopnia kapitana dyplomowanego. Podczas operacji Market Garden pełnił funkcję szefa Oddziału Taktyczno-Informacyjnego przy dowództwie Brygady. Za swój udział w walkach pod Arnhem został odznaczony Krzyżem Walecznych.
Po bitwie został wysłany do Stanów Zjednoczonych na kurs w Command and General Staff School w Fort Leavenworth. Następnie do zakończenia działań wojennych służył w dowództwie brygady, później do demobilizacji jako zastępca dowódcy i dowódca 3 batalionu. Po przejściu do cywila pozostał w Wielkiej Brytanii, pracując jako księgowy. W 1946 roku ożenił się z Anną Walter, mieli dwoje dzieci. Aktywie działał w środowisku polonijnym, w latach 80. był prezesem Związku Polskich Spadochroniarzy. Jako honorowy pracownik Instytutu Polskiego i Muzeum im. gen. Sikorskiego w Londynie zajmował się porządkowaniem i opracowywaniem dokumentów związanych z Samodzielną Brygadą Spadochronową. Opublikował między innymi książki 1 Samodzielna Brygada Spadochronowa – Polskie Wojska Desantowe w II wojnie światowej pod Arnhem – Driel. Lista uczestników (Londyn 1987) oraz Historia polskiego znaku spadochronowego. Polskie Wojska Desantu Powietrznego w II wojnie światowej. Lista odznaczonych Polaków i obcokrajowców (Londyn 1993). Był autorem artykułów w „Tekach Historycznych”, „Zeszytach Historycznych” i innych czasopismach emigracyjnych. Był członkiem Polskiego Towarzystwa Historycznego w Wielkiej Brytanii.
W 1960 roku został awansowany do stopnia majora, w 1990 podpułkownika w stanie spoczynku. Był odznaczony między innymi Krzyżem Kawalerskim Orderu Odrodzenia Polski (3 maja 1984) oraz trzykrotnie Medalem Wojska. Zmarł w Londynie i tam został pochowany.
Jego młodszy brat Kazimierz Lorys był żołnierzem Armii Krajowej, kawalerem Orderu Virtuti Militari.